# Gobio rivuloides
Gobio rivuloides är en fiskart som beskrevs av Nichols 1925. Gobio rivuloides ingår i släktet Gobio och familjen karpfiskar. Inga underarter finns listade i Catalogue of Life.